# 飯谷町
飯谷町（いいたにちょう）は、徳島県徳島市の町名。徳島市の調査による2012年11月現在の人口は608人、世帯数は259世帯。郵便番号は〒771-4265。

## 地理
徳島市の南部に位置し、多家良地区に属している。西は多家良町、東は小松島市田野町、南は勝浦郡勝浦町と接する。山に囲まれた中を勝浦川が北に流れ、その量岸にわずかな平地がある農村地域。
山の斜面では柑橘類の栽培が盛んであるが、生産過剰、外国産果実の輸入などによる供給過剰が起こり、価格の低下などの問題で生産者が悩まされている。近年、陰地でのシイタケ栽培、キュウリのハウス栽培が盛んになっている。
勝浦川支流の景勝地として鳴滝（とくしま市民遺産選定）や七釜が有名で、勝浦川河原でのキャンプ・ハイキング・アユ釣りなどで訪れるひとは多い。勝浦川に沿って県道が通り、二つの潜水橋により対岸と結ばれている。小竹に神踊りが伝わる。

### 山岳
- 平石山

### 河川
- 勝浦川
- 日浦谷川

### 小字

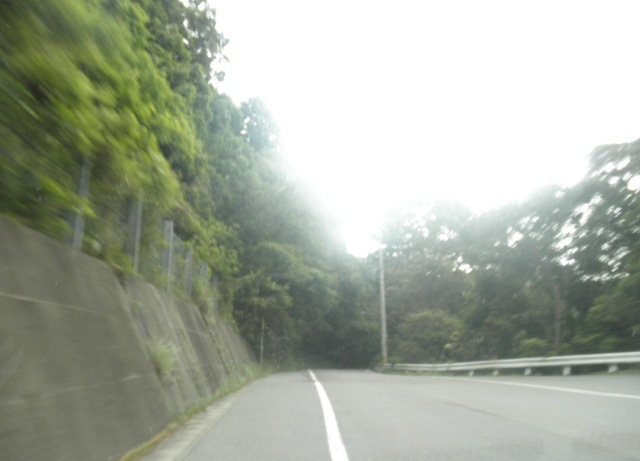
干坂
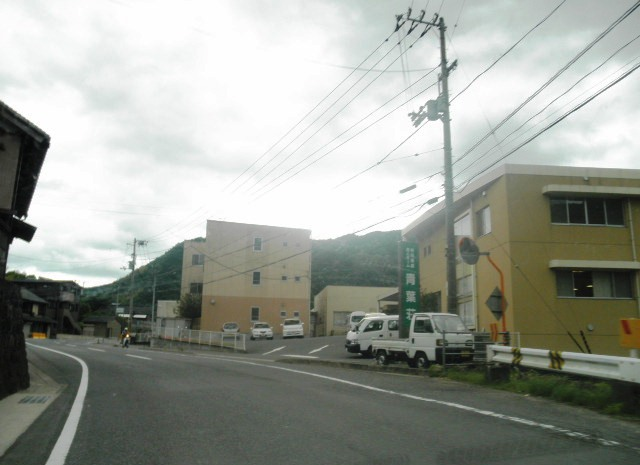
西分

- 居内
- 岩名
- 牛屋谷
- 奥ノ谷
- 嘉重
- 上里
- 川端
- 楠ノ上
- 栗木谷
- 高良
- 小竹
- 下沖野
- 下里
- 白金谷
- 杉尾
- 地田
- 大ノ上
- 手城
- 長田
- 西沖野
- 西ノ浦
- 西分
- 西柳谷
- 東沖野
- 東分
- 日ノ浦
- 平畑
- 枇杷ノ久保
- 干飯
- 本谷
- 道ノ下
- 南ノ内
- 宮ケ谷
- 棟
- 柳谷
- 山神

- 干坂
- 西分

## 歴史
江戸期から1889年（明治22年）までは徳島藩領・勝浦郡飯谷村が、明治22年の町村制施行からは勝浦郡多家良村の大字飯谷になった。1951年（昭和26年）より徳島市の大字になる。昭和27年から現在の町名となった。

## 小・中学校の学区
市立小・中学校に通う場合、学区は以下の通りとなる。
- 徳島市立宮井小学校
- 徳島市立南部中学校

## 交通

### バス
徳島バス
- 高良霊園前
- 沖野
- 中沖野
- 上沖野
- 飯谷橋
- 長柱

### 道路
- 徳島県道16号徳島上那賀線
- 徳島県道212号新浜勝浦線

## 施設
- 朝立彦神社
- 醍醐寺
- 鳴滝
- 七釜